# بیوک مومباراک
بیوک مومباراک (به لاتین: Beyuk-Mumbarak) یک منطقه مسکونی در جمهوری آذربایجان است که در شهرستان قاخ واقع شده است.